# Passeport saint-marinais
Le passeport saint-marinais est un document de voyage international délivré aux ressortissants saint-marinais, et qui peut aussi servir de preuve de la citoyenneté saint-marinaise.

## Liste des pays sans visa ou visa à l'arrivée
Italie
Maroc